# 희몽인생
《희몽인생》(戱夢人生, The Puppetmaster)은 타이완에서 제작된 허우 샤오시엔 감독의 1993년 드라마 영화이다. 티텐루의 회고록에 기반을 둔다. 임강 등이 주연으로 출연하였고 Huakun Zhang 등이 제작에 참여하였다.

## 출연

### 주연
- 임강

### 조연
- 채진남

## 기타
- 의상: Ruan Peiyun